# Károly Makk
Károly Makk (22. prosince 1925 Berettyóújfalu, Maďarsko – 30. srpna 2017 Budapešť, Maďarsko) byl maďarský režisér a scenárista. Šest jeho filmů bylo na filmovém festivalu v Cannes nominováno na Zlatou palmu.

## Výběr z filmografie
- 1955 Liliomfi
- 1971 Dny čekání
- 1977 Počestná noc
- 1974 Kočičí hra
- 1982 Jiný pohled
- 1987 Poslední rukopis
- 1997 Hráč
- 2003 Dlouhý víkend v Budě a Pešti